# Chiasmodon pluriradiatus
Chiasmodon pluriradiatus és una espècie de peix de la família dels quiasmodòntids i de l'ordre dels perciformes.

## Descripció
Fa 22,1 cm de llargària màxima. 44-45 vèrtebres. 2 aletes dorsals. 15-16 radis a les aletes pectorals (vs. 12-14 a les altres espècies del mateix gènere) i 1 espina i 5 radis tous a les pelvianes. 2 ullals al premaxil·lar (vs. 1). Línia lateral no interrompuda. Presència d'espínules dèrmiques força petites en els exemplars més grans de 48,7 mm de longitud (vs. absència). Es diferencia de Chiasmodon asper per tindre 8 porus al canal supraorbitari (vs. 9).

## Hàbitat i distribució geogràfica
És un peix marí, pelàgic i oceànic (entre 230 i 1.600 m de fondària), el qual viu als oceans Atlàntic (incloent-hi el golf de Mèxic), Índic i Pacífic (incloent-hi el Japó, el mar del Corall i la Gran Barrera de Corall).

## Observacions
És inofensiu per als humans i el seu índex de vulnerabilitat és de baix a moderat (29 de 100).